# Pierre Guyomar
Pierre Guyomar, également orthographié Guyomard, né le 19 septembre 1757 à Guinguamp, mort le 10 octobre 1826 dans la même ville, est un homme politique de la Révolution française, du Consulat et de l'Empire.

## Origines sociales
Pierre Marie Augustin Guyomar est le fils de Rolland Guyomar et de Mathurine Julienne Onfray. Il est négociant en draps et maire de la commune de Guinguamp entre 1790 et 1792.

## Mandats politiques

### Mandat à la Convention nationale
La monarchie constitutionnelle mise en place par la constitution du 3 octobre 1791 s'effondre le 10 août 1792 : les bataillons de fédérés bretons et marseillais et les insurgés des faubourgs de Paris prennent le palais des Tuileries. Louis XVI est destitué et incarcéré avec sa famille à la tour du Temple.
En septembre 1792, Pierre Guyomar est élu député du département des Côtes-du-Nord, le quatrième sur huit, à la Convention nationale. Il siège sur les bancs de la Plaine. Entre le printemps et l'été 1793, il est proche de la Gironde, mais il soutient les derniers Montagnards décrétés d'arrestation et d'accusation au printemps de l'an III (printemps 1795). L'historien Bernard Gainot estime que son parcours politique, en apparence atypique, est cohérent avec une aspiration à la démocratie et au suffrage universel. Fin avril 1793, dans son mémoire Le partisan de l'égalité politique entre les individus, il propose d'accorder les droits politiques aux femmes, figurant parmi les rares conventionnels, avec Gilbert Romme, député du Puy-de-Dôme, et Joseph Lequinio, député du Morbihan, à défendre l'égalité politique entre les femmes et les hommes.
Lors du procès de Louis XVI, Guyomar vote la détention durant la guerre et le bannissement à la paix, et se prononce en faveur de l'appel au peuple et du sursis à l'exécution de la peine. En avril 1793, il vote en faveur de la mise en accusation de Jean-Paul Marat, estimant qu'il « a prêché la violation des personnes et des propriétés ». Marat le dénonce, un mois plus tard dans son journal, comme « membre de la faction des hommes d’État ». En mai, il vote en faveur du rétablissement de la Commission des Douze. En juillet, après la chute des Girondins le 2 juin, il s'oppose à l'arrestation de ses collègues Gabriel Couppé, et à celle de Nicolas de Condorcet.
Après s'être montré discret entre juillet 1793 et le 9 thermidor, Pierre Guyomar revient sur le devant de la scène de l'hémicycle. Mi-vendémiaire an III (début octobre 1794), aux côtés de François-Antoine Boissy d'Anglas (député de l'Ardèche) et de René Eschasseriaux (député de la Charente-Inférieure), il est élu secrétaire du président de la Convention, qui est alors le député de l'Hérault Jean-Jacques-Régis Cambacérès. Fin brumaire (en novembre), il est élu membre du Comité de Commerce et d'Approvisionnement. En floréal an III (mai 1795) Guyomar entre au Comité de Sûreté générale aux côtés de François Bergoeing (député de la Gironde), d'Augustin de Kervélégan (député du Finistère) et de Joseph Pierret (député de l'Aube).

### Mandat aux assemblées duDirectoire
Guyomar est réélu député des Côtes-du-Nord au Conseil des Cinq-Cents en brumaire an IV (octobre 1795). Il en sort par tirage en prairial an V (mai 1797).
Il est élu au Conseil des Anciens en prairial an VI.
Entre 1800 et 1809, il est conseiller général de son département natal puis, entre 1813 et 1814, redevient maire de sa commune.

## Sources
- « Pierre Guyomar », dans Adolphe Robert et Gaston Cougny, Dictionnaire des parlementaires français, Edgar Bourloton, 1889-1891 [détail de l’édition]
- Léon Dubreuil, « Le conventionnel Pierre Guyomar », Annales de Bretagne et des pays de l'Ouest nos  34-2 et 34-3, 1919, p. 168-18 et p. 298-318.
- Bernard Gainot, « Pierre Guyomar et la revendication démocratique dans les débats autour de la Constitution de l'an III », p. 261-273 in Roger Dupuy (dir.), 1795, pour une République sans Révolution, Presses Universitaires de Rennes, Rennes, 1996, 304 p.
- Thierry Kerisel, Le Conventionnel Pierre Guyomar, Un révolutionnaire Breton promoteur des droits de la femme (1757-1826), Paris, L'Harmattan, 2022, biographie, 360 p.  (ISBN 978-2-14-020439-5)